# Renage
Renage – miejscowość i gmina we Francji, w regionie Owernia-Rodan-Alpy, w departamencie Isère.
Według danych na rok 1990 gminę zamieszkiwało 3318 osób, a gęstość zaludnienia wynosiła 651 osób/km² (wśród 2880 gmin regionu Rodan-Alpy Renage plasuje się na 267. miejscu pod względem liczby ludności, natomiast pod względem powierzchni na miejscu 1507.).